# Yaolinmaodu
Yaolinmaodu (kinesiska: 腰林毛都, 腰林毛都镇) är en köping i Kina. Den ligger i den autonoma regionen Inre Mongoliet, i den norra delen av landet, omkring 940 kilometer nordost om regionhuvudstaden Hohhot. Antalet invånare är 23284. Befolkningen består av 11 390 kvinnor och 11 894 män. Barn under 15 år utgör 16,0 %, vuxna 15-64 år 78 %, och äldre över 65 år 4,0 %.
Genomsnittlig årsnederbörd är 570 millimeter. Den regnigaste månaden är juli, med i genomsnitt 135 mm nederbörd, och den torraste är januari, med 4 mm nederbörd.